# Elias (piłkarz)
Elias, właśc. Elias Soares de Oliveira (ur. 20 lutego 1931 w Recife) – piłkarz brazylijski, występujący podczas kariery na pozycji napastnika.

## Kariera klubowa
Piłkarską karierę Elias rozpoczął w Fluminense Feira de Santana w 1955 roku. W latach 1957–1961 był zawodnikiem Náutico Recife, z którym zdobył mistrzostwo stanu Pernambuco – Campeonato Pernambucano w 1961 roku. W latach 1962–1963 występował w Portuguesie São Paulo. Karierę zakończył w Jabaquara Atlético Clube w 1964 roku.

## Kariera reprezentacyjna
W reprezentacji Brazylii Elias zadebiutował 5 grudnia 1959 w wygranym 3-2 meczu z reprezentacją Paragwaju podczas drugiego turnieju Copa América 1959 w Ekwadorze, na którym Brazylia zajęła trzecie miejsce. Obok tego meczu w turnieju wystąpił w pozostałych trzech meczach z: Urugwajem, Ekwadorem i Argentyną. Ostatni raz w reprezentacji wystąpił 27 grudnia 1959 w wygranym 2-1 towarzyskim meczu z reprezentacją Ekwadoru.